# Kimi wa Midara na Boku no Joō
Kimi wa Midara na Boku no Joō (яп. 君は淫らな僕の女王, англ. You are my Indecent Queen) — манґа, створена Ріном Окамото та проілюстрована Йокоярі Менго.

## Сюжет
Сайто та Субару були нерозлучними друзями з самого дитинства, але Субару, будучи дитиною з багатої сім'ї, довелося вступити до школи для еліти. Після довгих і болісних років навчання, Сайто зміг вступити в цю ж старшу школу. Але його мрії про зворушливе возз'єднання були зруйновані. Субару стала дуже красивою і найпопулярнішою дівчиною в школі і була добра до всіх, крім Сайто, якого вона, схоже, зневажала. Пошкодувавши про своє рішення вступити в її школу, Сайто бажає, щоб двері його шафи з'єдналася з дверима кімнати Субару. І, як за Божим велінням, його бажання збувається. Однак, замість цього, на 1 годину в день, Субару втрачає над собою контроль і більше не може стримувати приховане в ній потяг до Сайто. Він вирішує скористатися цим шансом всього його життя, здатним зруйнувати інші 23 години їх стосунків!.

## Публікація

### Список томів
| № | Дата виходу       | ISBN                   |
| - | ----------------- | ---------------------- |
| 1 | 17 лютого 2013    | ISBN 978-4-08-879525-6 |
| 2 | 17 листопада 2017 | ISBN 978-4-08-890753-6 |